# Палогранде
Стадіон «Палогранде» (ісп. Estadio Palogrande) — футбольний стадіон, розташований в місті Манісалес, Колумбія. Стадіон був побудований в 1936 році, але в 1994 був значно перебудований. На ньому проводить домашні матчі клуб «Онсе Кальдас». Також тут збірна Колумбії іноді проводить товариські матчі.

## Історія
Будівництво стадіону почалося в 1930 році і завершилося в 1936 році, до IV Національних ігор Колумбії. Архітектором був Хорхе Аранго Урібе, і початкова місткість арени Манісалеса становила 16 тис. глядачів. У 1949 році стадіон був перейменований на честь мера Манісалеса Фернандо Лондоньйо, і під такою назвою стадіон був відомий аж до 1993 року, коли почалася його кардинальна перебудова.
Фактично від старої арени, де були непропорційно великі дерев'яні колоди між секторами, не залишилося нічого. Однак пам'ять про старий стадіон збереглася у назві — «Пало Гранде» можна перекласти як «велика колода». Керував перебудовою арени на початку 1990-х років архітектор Хорхе Гутьєррес разом з Енріке Гомесом. У 1996 році над ареною був споруджений дах і покращено освітлення. Закінчення реконструкції було відзначено товариським матчем «Онсе Кальдаса» і бразильського «Інтернасьонала», який закінчився з рахунком 1:1.
«Палогранде» став одним з найбільших, сучасних і зручних стадіонів Колумбії. На ньому двічі (в 1987 і 2005 рр.) проходили чемпіонати Південної Америки серед молодіжних збірних. У 2001 році на «Палогранде» було зіграно лише два матчі Кубка Америки, зате це були чвертьфінал (Бразилія — Гондурас — 0:2) і півфінал за участю господарів турніру (Колумбія — Гондурас — 2:0).
У 2011 році Палогранде став одним із стадіонів, які приймали молодіжний чемпіонат світу з футболу.
У 2004 році саме на домашній арені «Онсе Кальдас» домігся своєї найбільш значимої перемоги на міжнародній арені — у фіналі Кубка Лібертадорес в серії пенальті команда зуміла здолати аргентинський суперклуб «Боку Хуніорс», чинного володаря Міжконтинентального кубка, і стати другим в історії колумбійським переможцем найпрестижнішого клубного турніру Південної Америки (після «Атлетіко Насьйоналя» у 1989 році).

## Турніри
- IV Національні ігри Колумбії 1936
- Молодіжний чемпіонат Південної Америки 1987 — 3 матчі
- Кубок Америки 2001 — 2 матчі: 1/4 і 1/2 фіналу
- Кубок Лібертадорес 2004 — фінал
- Молодіжний чемпіонат Південної Америки 2005 — 11 матчів
- Чемпіонат світу серед молодіжних команд 2011 — 5 матчів групи C, 1 гра 1/8 фіналу